# Richard Todd
Richard Todd, de nom complet Richard Andrew Palethorpe-Todd, OBE (Dublín, Irlanda, 11 de juny de 1919 - Little Humby, Anglaterra, 3 de desembre de 2009) va ser un actor de cinema i teatre britànic a més de soldat.

## Biografia
El seu pare, Andrew William Palethorpe-Todd, era oficial de l'exèrcit britànic i famós jugador de rugbi que defensava els colors d'Irlanda. Molt jove, Richard va marxar de Dublín per anar a Devon (Anglaterra) i entrar a l'escola de Shrewsbury. Al començament de la seva carrera, va treballar en teatres regionals abans de fundar la seva pròpia companyia el 1939.
Durant la Segona Guerra Mundial, Richard Todd va ser oficial paracaigudista en la sisena divisió aerotransportada britànica. Va ser un dels primers oficials britànics a arribar a Normandia el dia J, reunint-se amb el major John Howard al Pegasus Bridge. Apareixerà més tard en dues pel·lícules on aquesta escena és narrada: D-Day The Sixth of June (1956) i The Longest Day (1962).
Es va casar dues vegades: amb l'actriu Catherine Grant-Bogle (1949-1970, dos fills), i amb Virginia Mailer (1970-1992, dos fills).

## Filmografia
- 1949: The Hasty Heart de Vincent Sherman
- 1950: Pànic a l'escenari (Stage Fright) d'Alfred Hitchcock
- 1951: Lightning Strikes Twice de King Vidor
- 1952: The Story of Robin Hood and His Merrie Men de Ken Annakin
- 1953: The Sword and the Rose de Ken Annakin
- 1954: Rob Roy, the Highland Rogue de Harold French
- 1954: Secrets d'alcova (Secrets d'alcôve)
- 1955: The Virgin Queen de Henry Koster
- 1955: The Dam Buster de Michael Anderson
- 1956: Marie-Antoinette reine de France de Jean Delannoy
- 1956: D-Day the Sixth of June de Henry Koster
- 1957: La donzella d'Orleans (Saint Joan) d'Otto Preminger
- 1961: Els Hellions (The Hellions) de Ken Annakin
- 1962: The Longest Day de Ken Annakin
- 1965: Operació Crossbow de Michael Anderson
- 1965: The Battle of the villa Fiorita de Delmer Daves
- 1967: The Love-Ins d'Arthur Dreifuss
- 1972: Refugi macabre (Asylum) de Roy Ward Baker
- 1978: La gran dormida (The Big Sleep) de Michael Winner
- 1983: La mansió de les ombres allargades (House of the Long Shadows) de Pete Walker
- 1988: Murder One de Graeme Campbell

## Premis i nominacions

### Premis
- 1950. Globus d'Or a la millor promesa masculina per The Hasty Heart

### Nominacions
- 1950. Oscar al millor actor per The Hasty Heart
- 1950. Globus d'Or al millor actor dramàtic per The Hasty Heart